# 函館夜景

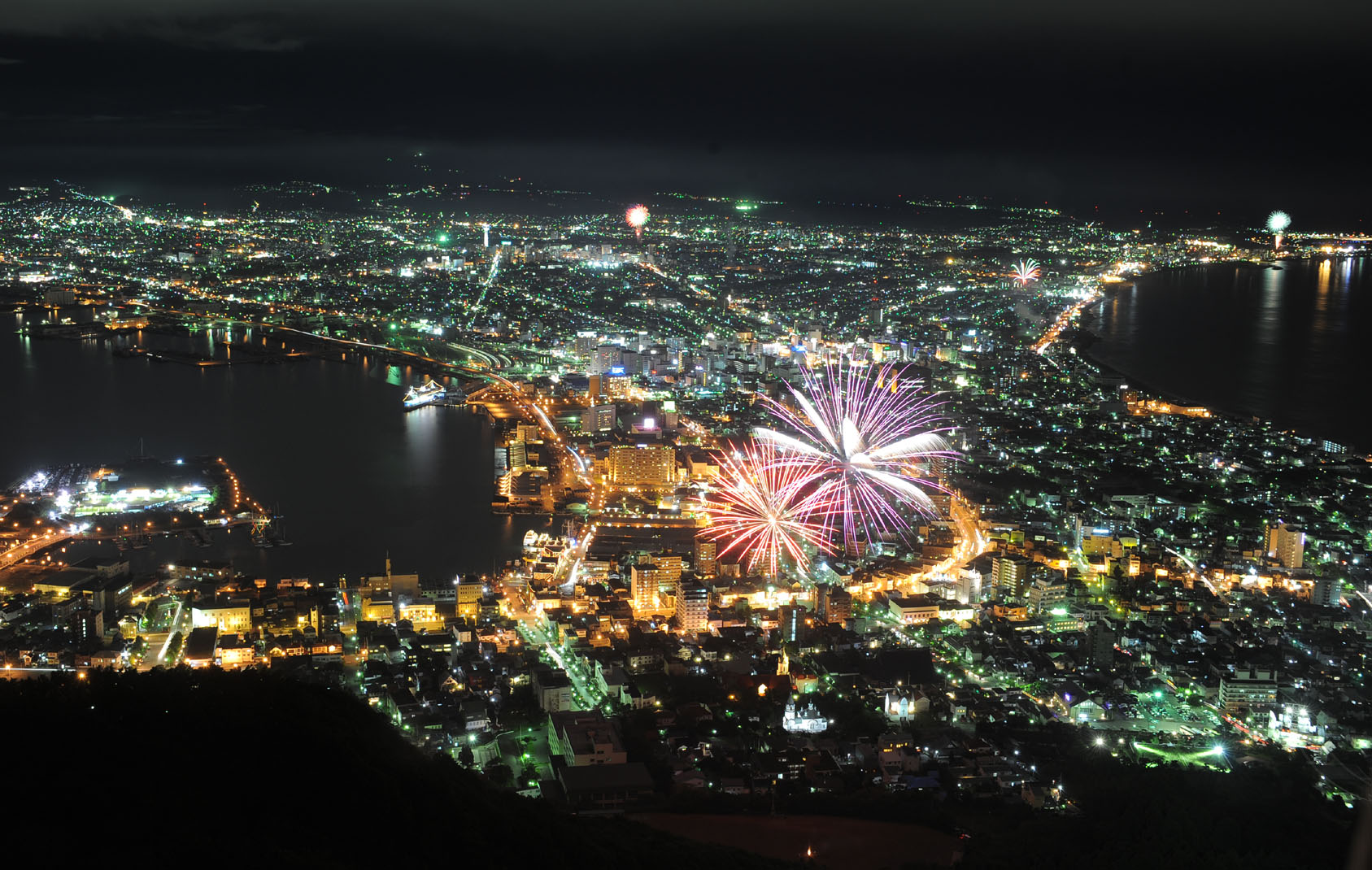
函館山の最高峰・御殿山からの夜の風景（夜景）

函館夜景（はこだてやけい）とは、北海道函館市のうち函館市旧市街地、津軽海峡上のイカ漁区域における夜の景色（夜景）である。

## 概要
都市の両側に海（函館湾と津軽海峡）があり、ほぼ中央に夜景が映し出されるバランスのとれた地形であり、一望できる位置に程よい高さの眺望地点が存在する。低層建築物が多いことから街路照明が夜景の大きな構成要素となっている。眺望地点は表夜景（函館山山頂）と裏夜景（横津岳山麓）の二か所。市街地やほかの観光施設から近く、交通機関も充実しているのも特徴である。
地形

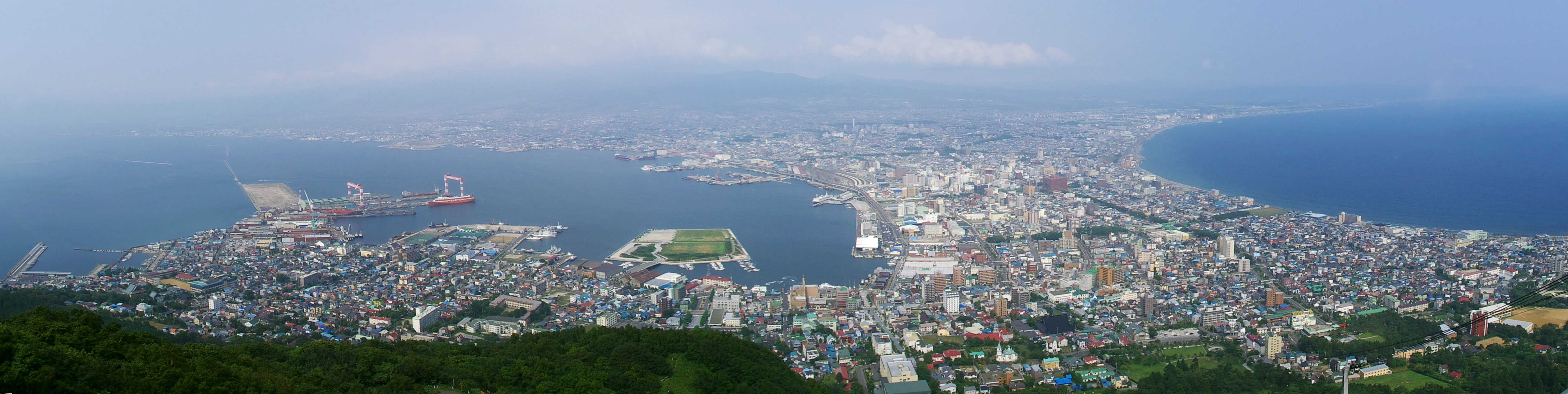
函館山山頂御殿山から望む昼の陸繋砂州（函館市の旧市街地）

函館山を陸繋島とし、山麓より千代台の台地縁（函館段丘）までの長さ約3,000m、幅約600m（埋立地を除く）の陸繋砂州（トンボロ）の夜の景色。地形自体は里（鹿児島県薩摩川内市）、串本（和歌山県東牟婁郡串本町）と並んで日本三大トンボロと数えられることがある。
この陸繋砂州（トンボロ）は、対馬海流の一分流「津軽暖流」が津軽海峡の西口から流入、その一部が函館湾に流入、函館港の奥に達する。また、函館山の南を東に流れる流れの一部が湯の川温泉に河口がある松倉川の沖合で反転し、大森浜沿岸から立待岬へ流れる。この函館港に向う流れと大森浜沖の反流が渡島山地の南と北を洗い形成された（小向良七）。
陸軍の重要拠点だった函館

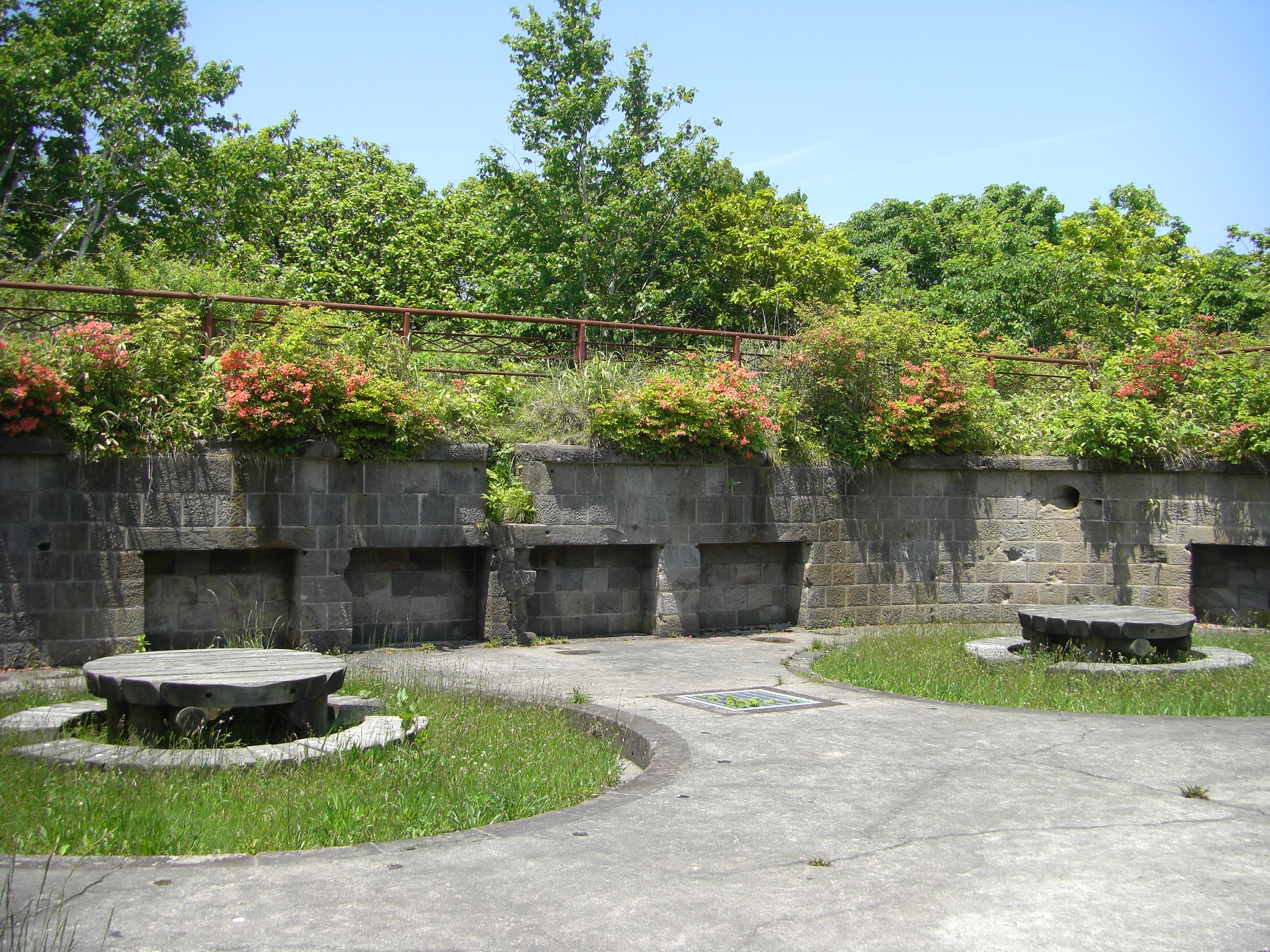
函館山にある津軽要塞の御殿山第二砲台跡

第二次世界大戦終結前の函館は要塞地帯法の軍事的事情によって住民生活に制限が加えられていて（大日本帝国陸軍函館要塞、のちの津軽要塞）、軍事施設である函館山への登山はもちろん、写真撮影はもちろん写生をすることを厳しく禁じられていた。函館要塞時代においてはロシア帝国を仮想敵国として要塞を構築。1919年（大正8年）に一時廃止されたものの、津軽海峡を封鎖できるよう津軽要塞として再構築され、引き続き制限を加えられた。
電力事業
夜景の主な光源となる電力であるが、当地では1896年（明治29年）1月15日に当時の函館区東川町（現在の北海道電力東雲変電所）に火力発電による電力会社として函館電燈所が開業した。その後、渡島水電（のちの函館水電）が1907年（明治40年）2月に買収して函館およびその近郊に電灯・電力の供給を開始、翌1908年（明治41年）には水力発電所の大沼発電所が完成し送電を開始している。
戦後の観光開発
敗戦後制限がなくなり、函館市と商工団体によって大蔵省（現・財務省）に対し函館山の払い下げの陳情がおこなわれた。1946年（昭和21年）10月17日に一時使用が許可され、観光開発が開始、1950年（昭和25年）、軍用道路を改良し登山道を開通させ、1953年（昭和28年）5月には住民や観光客のために函館市営バスによる函館山登山バス（現・函館バス1系統「函館山登山バス」）を、1958年（昭和33年）11月15日 には函館観光事業会社（現・函館山ロープウェイ）の営業を始めた。1957年（昭和32年）11月、週刊読売の「新日本百景」で函館山が第1位に選ばれたことで人気が高まった。函館山の観光開発を提案したのは宗藤大陸である。
平成から令和時代
平成に入り、1991年（平成3年）函館青年会議所関係者が発起して記念日「函館夜景の日」を制定、市内で関連イベントを開催した。8月13日とは8（や）とトランプの“Ｋ”にあたる13の語呂合わせである他、市は国の交付金「ふるさと創生事業（1億円）」を活用し、主に歴史的建造物のライトアップや街路灯強化を行い夜景の見栄えをよくした（1989年<平成元年>策定のファンタジー・フラッシュ・タウン基本計画）。
「100万ドルの夜景」商標権問題
以前より函館夜景をPRする際に使用してきた「100万ドルの夜景」が、1998年（平成9年）に福島県の宿泊事業者に登録、函館市に買い取りを要求し問題になった。のちに宿泊事業を引き継いだ実業家が函館の飲食店ラッキーピエロの経営者の一人と知人だったことが縁でラッキーピエロが商標権を購入することができ問題解消に至った。
観光公害（オーバーツーリズム）問題
2019年新型コロナウイルス感染症が収まるにつれ、訪日外国人旅行客（インバウンド）が回復した影響により、2024年（令和6年）より一定時間に登山客が集中する観光公害（オーバーツーリズム）が発生した。

### 年表
- 1946年（昭和21年）10月17日 - 大蔵省より函館山の一時使用許可がでる
- 1950年（昭和25年） - 函館山登山道開通
- 1953年（昭和28年）5月 - 函館市営バスが函館山登山バスを運行開始
- 1957年（昭和32年）11月 - 函館山が週刊読売の「新日本百景」第1位に選ばれる
- 1988年（昭和63年） - 函館山ロープウェイ、施設の大型化が図られる[16]
- 1991年（平成3年） - 函館夜景の日制定
- 1998年（平成9年） - 「100万ドルの夜景」商標権問題が起きる。のちに解消
- 2003年（平成15年）4月1日 - 函館市営バスが函館バスに完全移管される[17][18]

## 観光客の調査
函館大学が函館朝市内で実施した2013年5月下旬から7月上旬のアンケート調査では、訪日外国人旅行客（インバウンド）の88%、つまり9割近くが訪れる、または訪れる予定であると回答があった。

## 気象
5月から7月にかけて函館山山頂部で霧が発生することがあり、山頂部から眺めることができない日がある。

## 裏夜景
2004年（平成16年）市が新しい眺望地点として横津岳山麓から函館山方向を望む裏夜景の調査をしており、「桔梗農道」と「函館KGカントリークラブ」を有力地として挙げている。前者は農地であり眺望施設の整備は難しい、後者は民間施設でありアクセス道路の整備の調整が必要であるとしている。